# Halieutaea
Halieutaea là một chi cá trong họ Ogcocephalidae.

## Các loài
Có 9 loài được ghi nhận thuộc chi này như sau:
- Halieutaea brevicauda J. D. Ogilby, 1910
- Halieutaea coccinea Alcock, 1889
- Halieutaea fitzsimonsi (Gilchrist & W. W. Thompson, 1916)
- Halieutaea fumosa Alcock, 1894
- Halieutaea hancocki Regan, 1908
- Halieutaea indica Annandale & J. T. Jenkins, 1910
- Halieutaea nigra Alcock, 1891
- Halieutaea retifera C. H. Gilbert, 1905
- Halieutaea stellata (Vahl, 1797)